# Manuel Ataide
Manuel Belo Amaral Ataide (* 9. März 2001 in Dili, Osttimor) ist ein Kurz- und Mittelstreckenläufer aus Osttimor.

## Werdegang
Seit 2011 betreibt Ataide Leichtathletik beim Ermera Anan Club, seit 2017 nimmt er an internationalen Wettbewerben teil.
Der 1,60 m große Athlet erreichte sein bestes Ergebnis bei der Asienqualifikation für die Jugend-Sommerspiele 2018. Über 1500 Meter kam Belo auf Platz 3 in einer Zeit von 4:12,56 min. Bei den Asienspielen 2018 in Jakarta trat er über 800 und über 1500 Meter an.
Belo kam am 12. Oktober 2018 bei den Olympischen Jugendspielen 2018 in Buenos Aires auf der 1500-Meter-Distanz mit 4:13,41 min auf Platz 7. Beim Crosslauf trat er nicht, wie geplant, zum Start an.
Ataide nahm außerdem an den Südostasienspielen 2019 und 2023, den Asienmeisterschaften 2019, den Asienspielen 2023 und den Weltmeisterschaften 2022 und 2023 teil. Über 800 Meter stellte Ataide 2023 den nationalen Rekord in 1 Minute 55,24 Sekunden auf.
Lief er bisher bei internationalen Wettbewerben Mittelstrecke, startete Ataide bei den Olympischen Spielen 2024 in Paris auf der 100-Meter-Distanz. Hier stellte er am 3. August mit 11,35 Sekunden einen neuen nationalen Rekord auf, landete in seinem Vorlauf aber nur auf Platz 7 und gesamt auf Platz 39. Bei der Abschlussfeier trug Ataide die Nationalflagge zusammen mit Ana Belo.